# Ясне (Дніпро)
Ясне (також неофіційна назва Блок) - невеликий житловий масив на заході правобережної частини міста Дніпро, у Новокодацькому районі міста.

## Опис
Розташований між житловими масивами Таромське, Сухачівка та Діївка — 2.
З трьох боків обмежений балками: з заходу — Козиревою, зі сходу — Білою, з півдня — Війтихою. У балках Білій та Війтиха знаходяться дачні кооперативи. На півночі від селища розташовується ліс Новокодацького лісництва.
Крізь селище проходить основна магістраль Придніпровської залізниці (дільниця Сухачівка — Діївка), що ділить його навпіл та залізнична гілка Сухачівка — Нижньодніпровськ — Вузол. На ній розташовано платформу 175-й кілометр, де зупиняються примські поїзди. Також на схід від Ясного знаходився зупинний пункт 22-й кілометр, що був розташований на другій колії залізничної гілки Сухачівка — Нижньодніпровськ — Вузол, демонтованої у 2002 році.
Селище з'єднує з Старомостовою площею 77-й маршрутний автобус.
В середині Ясного розташовано парк з меморіалом загиблим у 1943 році учасникам боїв за визволення Дніпропетровська.
В селищі знаходиться середня загальноосвітня школа № 104.
Забудова Ясного — одноповерхові будинки з подвір'ями.
Вулиці селища: південна частина — Широкий Степ, Болятка, Батальйонна, Похила, Цілинна, Батальйонний провулок;
північна частина: Григорія Сковороди, Білецького, Ясенева, та Новопокровська.

## Історія
Селище засноване у 1928 році як виселок селища Сухачівка, ввійшло разом з ним до складу Дніпропетровська у 1959 році.

## Освіта
школа:
- Навчально-виховний комплекс № 104 середня загальноосвітня школа-дошкільний навчальний заклад (ясла-садок) — Ясенева вулиця, 65

дошкільний заклад:
- ясла-садок при НВК № 104 — Ясенева вулиця, 65